# Jade Mebarak
Jade Mebarak je izmišljena arapska žena i protagonistica telenovele Klon. Glumi ju Sandra Echeverria, a kreirala ju je Glória Perez.

## Pozadina
Jade je jedina kći svojih roditelja. Iako potiče iz muslimanske obitelji, odrastala je u Miamiju.  Nakon smrti svojih roditelja seli se u Maroko, k ujaku Sidi Ali Rashidu.

## Obitelj

### Ujak Sidi Ali Rashid
Sidi Ali Rashid je Jadein ujak. Preuzeo je o njoj brigu kada joj je bilo dvanaest godina.

## Djeca

### Khadija
Khadija je Jadeina i Saidova kći. Ona je željela da joj roditelji žive zajedno, sretni. Veoma voli Jade, no kada sazna da joj je majka zaljubljena u “zapadnog” čovjeka, naljuti se na nju i odbacuje ju.

## Nećak ili nećakinja

### Samira
Samira je Jadeina nećakinja. Kći je njene rođakinje Latife. Samira veoma nalikuje na Jade jer je, kao i ona, odrastala u “zapadnoj” zemlji.

### Amin
Amin je Jadein nećak. Sin je njene rođakinje Latiffe. Amin veoma nalikuje na Jade jer je, kao i ona, odrastao u "zapadnoj" zemlji.